# Zulfiqar
De Zulfiqar is een Iraanse tank waarvan drie versies zijn gemaakt.

## Ontwikkeling
De ontwikkeling van de tank begon begin jaren 90 van de 20e eeuw. In 1993 was het ontwerp gereed en drie jaar later ging de Zulfiqar 1 in serieproductie. Het ontwerp is vermoedelijk gebaseerd op de T-72 en de M48 Patton/M60 Patton. In de jaren erna gingen ook de Zulfiqar 2 en Zulfiqar 3 in productie, waarbij het uiterlijk van de derde versie gebaseerd was op de M1 Abrams.
Waarschijnlijk beschikken alle versies van de tank over de 125-mm-kanon 24A6, die ook verwerkt zit in de Russische tanks T-72 en T-80.